# Arujá (kommunhuvudort)
Arujá är en kommunhuvudort i Brasilien.   Den ligger i kommunen Arujá och delstaten São Paulo, i den sydöstra delen av landet, 900 km söder om huvudstaden Brasília. Arujá ligger 788 meter över havet och antalet invånare är 72 077.
Terrängen runt Arujá är platt åt sydväst, men åt nordost är den kuperad. Runt Arujá är det tätbefolkat, med 613 invånare per kvadratkilometer.. Närmaste större samhälle är Itaquaquecetuba, 10,4 km söder om Arujá.
Omgivningarna runt Arujá är en mosaik av jordbruksmark och naturlig växtlighet.